# إليوت جاي كلاوسون
إليوت جاي كلاوسون (بالإنجليزية: Elliott J. Clawson)‏ هو منتج أفلام وكاتب سيناريو أمريكي، ولد في 19 يناير 1883 في مدينة سولت ليك في الولايات المتحدة، وتوفي في 21 يوليو 1942 في فيستا في الولايات المتحدة.

## وصلات خارجية
- إليوت جاي كلاوسون على موقع IMDb (الإنجليزية)
- إليوت جاي كلاوسون على موقع قاعدة بيانات الفيلم (الإنجليزية)